# Джаспер (Альберта)
Джаспер (англ. Jasper) — специализированный муниципалитет в провинции Альберта в Канаде. Джаспер является коммерческим центром одноимённого национального парка, расположенного в Скалистых горах Канады в долине реки Атабаска. Муниципалитет находится в 362 километрах к западу от Эдмонтона и 290 к северу от Банфа. Имеет статус специализированного муниципалитета с 20 июля 2001.
В 2011 году население составляло 4432 человека.

## СМИ
- Газеты
  - The Fitzhugh — местная еженедельная газета
  - Jasper Booster — еженедельная газета, которая прекратила публикации с 11 марта 2009.

- Радиостанции
  - CJAG-FM 92.3 Athabasca Hotel
  - CFXP-FM 95.5 Newcap Broadcasting
  - CBXJ-FM 98.1 CBC Radio One

## Известные личности
- Эрин Карплак — канадская актриса.

## Галерея

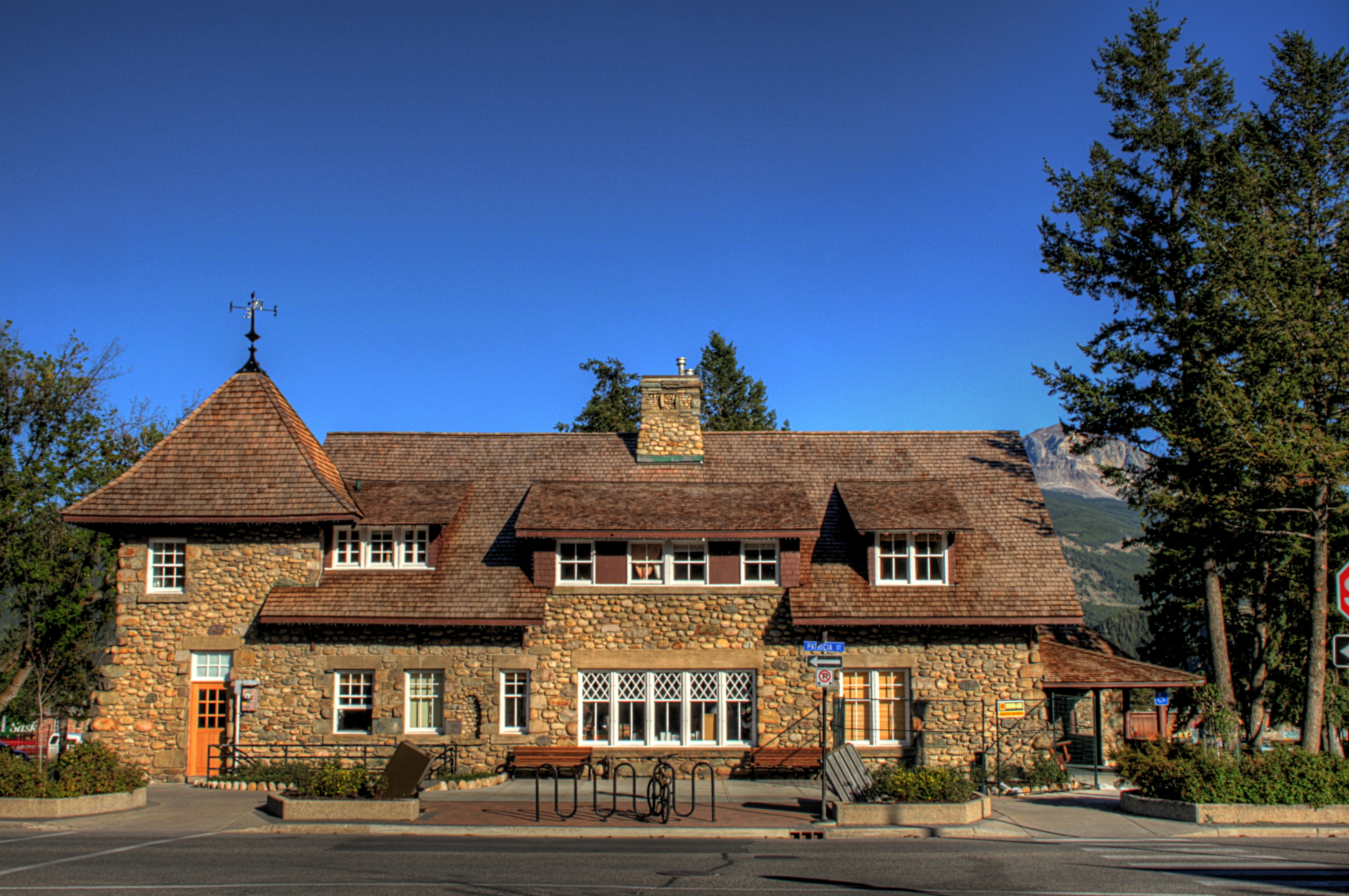
Информационный центр для туристов
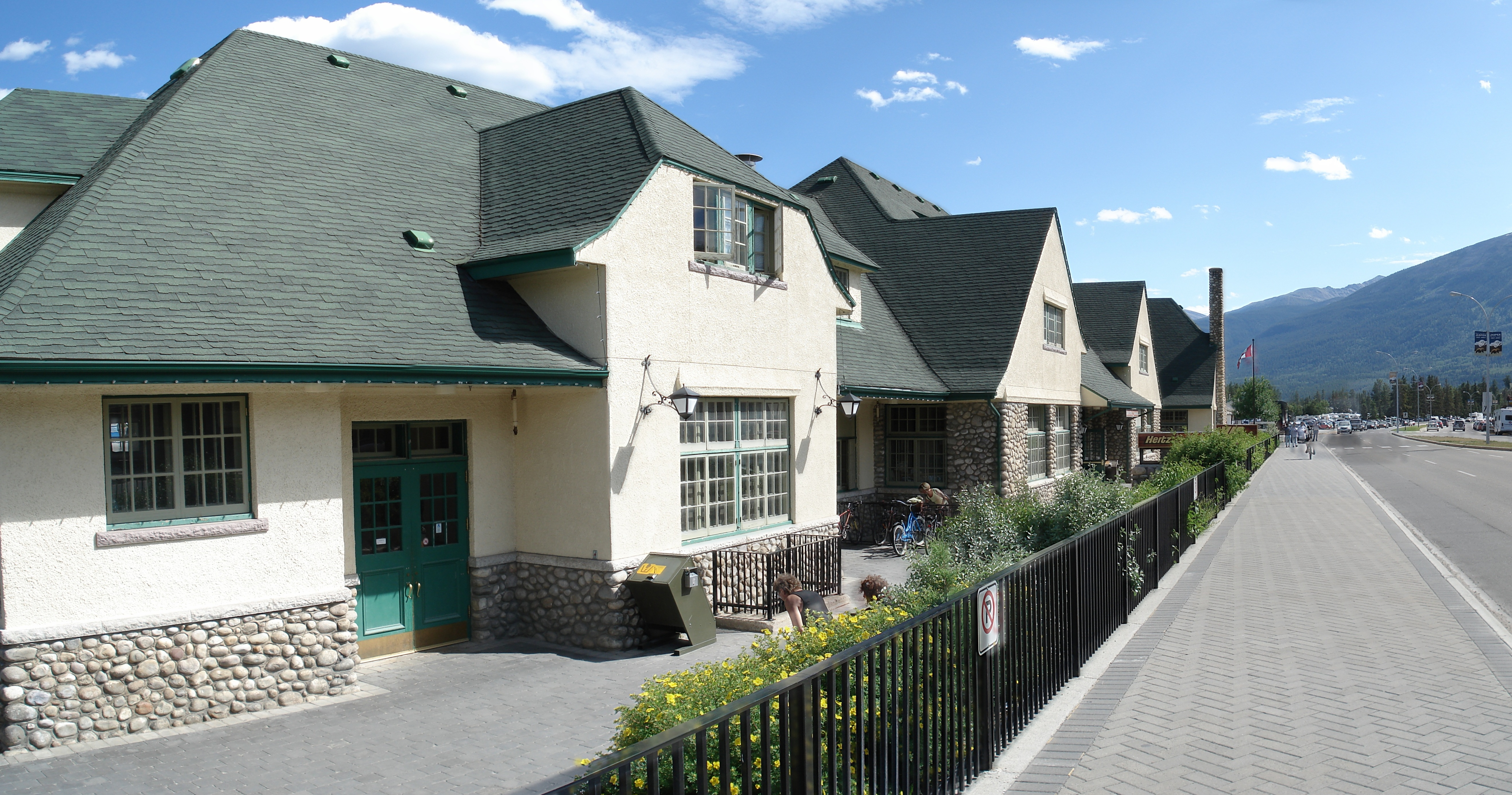
Вокзал Джаспера